# Baierbach (Bibers)
Der Baierbach ist ein drei Kilometer langer Bach im Gemeindegebiet von Michelfeld  im Landkreis Schwäbisch Hall im nordöstlichen Baden-Württemberg, der knapp zwei Kilometer, bevor diese den Ortsrand von Michelfeld erreicht, von rechts und Westen in die mittlere Bibers mündet.

## Geographie

### Verlauf
Der Baierbach entsteht auf etwa 477 m ü. NHN  in einer Feldweggabel eines östlich der Ortsgrenze des Michelfelder Weilers Neunkirchen einsetzenden, anfangs noch unscheinbaren Grasgrabens, der neben einem der Feldwege ostsüdöstlich läuft, eine Richtung, die das Gewässer im Wesentlichen bis zur Mündung beibehält. Schon nach fünfzig Metern begleitet den dann teilweise mit einer Betonrinne gefassten Graben ein Feldgehölz.
Etwa 300 Meter nach dem Beginn des Wasserlaufs erreicht er am Gewann Lochfeld den Waldrand und fließt dann zwischen den Gewannen Halmahd links und Rotwald rechts in sich mehr und mehr eintiefender Talmulde, nunmehr als natürlicher, ein bis anderthalb Meter breiter, etwas mäandrierender Bach im zumeist gemischten Wald. Er wird von Schichtquellen am Hang verstärkt, läuft in blockschuttreichem bis sandigem, teils auch schlammigem Bett und hat flache wie steile Ufer, unmittelbar neben denen ihn meist ein Streifen aus Laubbäumen begleitet.
Links löst das Baierbacher Holz die Halmahd ab, dann mündet nach etwa anderthalb Kilometern von Südwesten her aus Richtung Witzmannsweiler der einzige bedeutende Zufluss Verrenbergbach, ein selbst nicht ganz einen Kilometer langer Waldbach, der rechtsseits vom Hochebenenausläufer des Verrenbergs begleitet wird. Wenig danach setzt am Hang links des Baierbachs der Wald aus, die dort nun liegenden Baierwiesen werden beweidet, während sich der Verrenberg gegenüber noch eine Weile bis ans Ufer herab bewaldet fortsetzt.
Etwa einen halben Kilometer nach der Öffnung der Flur passiert das Gewässer an dessen Südrand in einem kleinen Teich den Hof Baierbach, wonach die nunmehr waldfreien Hänge zu beiden Seiten rasch in die weite Talebene rechts der Bibers abfallen. Vor dem Verrenberg-Hangfuß unterquert der Bach unweit des Michelfelder Hofes Hahnenbusch die Landesstraße L 1046 Gnadental–Michelfeld und zieht dann in von Baumreihen begleitetem Lauf neben einem etwas eckig verlaufenden Feldweg durch die Heimatwiesen seinen letzten halben Kilometer ungefähr ostwärts. Auf etwa 362 m ü. NHN mündet er zwischen den Michelfelder Einzelhöfen Baumgarten und Mäurershäusle am näheren Gegenhangfuß der Flussaue von rechts in die mittlere Bibers, etwas weniger als zwei Kilometer, ehe diese kurz vor der sie überspannenden Brücke der Bundesstraße 14 im Dorf den Ortsrand von Michelfeld erreicht.
Der Baierbach mündet nach etwa 3,0 km langem Lauf rund 115 Höhenmeter unterhalb seines Ursprungs, er hat damit ein mittleres Sohlgefälle von etwa 38 ‰.

### Einzugsgebiet
Der Baierbach hat ein etwa 1,7 km² großes Einzugsgebiet, das naturräumlich betrachtet in seinen westlichen und mittleren Teilen im Teilraum Waldenburger Berge der Schwäbisch-Fränkischen Waldberge liegt und mit den östlichen und mündungsnahen im Teilraum Haller Bucht mit Rosengarten der Hohenloher und Haller Ebene.
Der mit 486,3 m ü. NHN höchste erreichte Punkt liegt an der südwestlichen Wasserscheide nahe Neunkirchen. Jenseits dieses langen Gesamtwasserscheidenabschnitts auf der Hochebene der Waldenburger Berge fließen von Südost nach Nordwest nacheinander der Bach aus der Kirschenklinge, der Katzenbach und der Schupbach von rechts zum Oberlauf des Kocher-Nebenflusses Ohrn. Im Norden ist der Schöppklingenbach der nächstobere, im Süden das Erliner Bächle der nächstuntere rechte Zufluss der Bibers, die den Kocher weit oberhalb der Ohrn speist.
Auf der Hochebene im Westen ist die Landschaft offen und aus Feldern und Wiesen gemischt. Der große mittlere Teil des Einzugsgebietes liegt in meist gemischtem Wald. In der schon einen halben Kilometer vor dem Hof Baierbach einsetzenden kleinen Flurbucht entlang des Baches liegen Weidewiesen. Der Unterlauf in der Bibers-Talebene ist von Grünland begleitet, an das in geringer Entfernung seitlich Äcker grenzen.
Einziger Siedlungsplatz im Einzugsgebiet ist der Hof Baierbach kurz vor der Bibers-Talebene. Außen dicht an ihm liegen wenig unterhalb davon der Hof Hahnenbusch am rechten Biberstal-Hangfuß sowie der Weiler Neunkirchen vor der Nordnordwestspitze des Einzugsgebietes auf der Hochebene. Das ganze Gebiet und alle genannten Orte gehören zur Gemeinde Michelfeld.

### Zufluss und See
- Verrenbergbach, von rechts und Südwesten auf knapp 396,2 m ü. NHN[LUBW 4], 0,9 km[LUBW 2] und fast 0,5 km².[LUBW 3] Entspringt einer Quelle auf etwa 480 m ü. NHN[LUBW 1] an der Waldgrenze der Hauptäcker etwa 0,5 km nordöstlich des Ortsrandes von Michelfeld-Witzmannsweiler.
- Durchfließt auf etwas unter 380 m ü. NHN[LUBW 1] einen hinter einer Überfahrt bei Michelfeld-Baierbach aufgestauten Teich, unter 0,1 ha.[LUBW 5]

## Geologie
Der Baierbach ist ein Bach des Keuperberglandes, dessen gesamtes Einzugsgebiet im Mittelkeuper liegt. Er entsteht auf der Stubensandstein-Hochfläche (Löwenstein-Formation) um Neunkirchen und durchteuft auf seinem Lauf danach die Schichten erst der Oberen Bunten Mergel (Mainhardt-Formation), des Kieselsandsteins (Hassberge-Formation), der Unteren Bunten Mergel (Steigerwald-Formation) und – noch vor dem Zufluss des Verrenbergbachs – des Schilfsandsteins (Stuttgart-Formation). Wo sich sein Tal erstmals einseitig öffnet, steht an den Unterhängen der noch tiefere Gipskeuper (Grabfeld-Formation) an, der tiefsten mesozoischen Schicht im Einzugsgebiet, während er auf dem Talgrund dort schon in einem Auensedimentstreifen aus viel jüngerer geologischer Zeit läuft. Stark ausgeweitet begleitet dieser auch seinen Unterlauf im weiten Biberstal, wo neben ihm Terrassensedimente liegen, die die heute hart links in ihrer Talebene fließende Bibers vor den rechten Hängen zurückgelassen hat.

## Natur und Schutzgebiete
Die offene Talbucht des Baiersbachs mit den Baierswiesen und der Geißberg links darüber liegen im Landschaftsschutzgebiet Oberes Biberstal einschließlich Randgebieten, das der Bachunterlauf danach im Biberstal südlich begrenzt. Im Steigwäldle am Bergsporn unmittelbar nordwestlich des Hofes Baierbach sind Hohlwege, ein Waldsaum und der Hangwald als Naturdenkmal ausgewiesen, daran grenzt im Norden auf der Spornhöhe am Westrand einer Lichtung entlang ein weiteres Naturdenkmal an, das einen südwärts laufenden Abschnitt der ehemaligen Haller Landheeg schützt, die einst im Steigwäldle nach Osten abknickte.

### LUBW
Amtliche Online-Gewässerkarte mit passendem Ausschnitt und den hier benutzten Layern: Lauf und Einzugsgebiet des Baierbachs

Allgemeiner Einstieg ohne Voreinstellungen und Layer: Daten- und Kartendienst der Landesanstalt für Umwelt Baden-Württemberg (LUBW) (Hinweise)
1. 1 2 3 4  Höhe nach dem Höhenlinienbild auf dem Hintergrundlayer Topographische Karte.
2. 1 2  Länge nach dem Layer Gewässernetz (AWGN).
3. 1 2  Einzugsgebiet abgemessen auf dem Hintergrundlayer Topographische Karte.
4. 1 2  Höhe nach schwarzer Beschriftung auf dem Hintergrundlayer Topographische Karte.
5. ↑  Seefläche nach dem Layer Stehende Gewässer.
6. ↑  Schutzgebiete nach den einschlägigen Layern.

### Andere Belege
1. ↑  Wolf-Dieter Sick: Geographische Landesaufnahme: Die naturräumlichen Einheiten auf Blatt 162 Rothenburg o. d. Tauber. Bundesanstalt für Landeskunde, Bad Godesberg 1962. → Online-Karte (PDF; 4,7 MB)
2. ↑  Geologie nach den Layern zu Geologische Karte 1:50.000 auf: Mapserver des Landesamtes für Geologie, Rohstoffe und Bergbau (LGRB) (Hinweise). Fast dasselbe Bild zeigt die unter → Literatur angegebene geologische Karte.
3. ↑  Hier verlief ein Abschnitt der sogenannten Inneren Heeg. Siehe Hans Mattern, Reinhard Wolf: Die Haller Landheg. Thorbecke, Sigmaringen 1990, ISBN 3-7995-7635-5 (Forschungen aus Württembergisch Franken. Band 35), insbesondere den Kartenausschnitt auf S. 74.